# 미성년 (희곡)
《미성년》(Недоросль, 1782)은 데니스 폰비진의 대표적인 희곡이다.
양친을 잃고 먼 친척인 시골 지주집에 의지하게 된 슬기로운 소녀 소피아를 둘러싸고 무지하고 탐욕스러운 지주들과 정의파의 계몽주의자들이 등장하는 사회풍자극으로 형식상으로는 고전주의에 속한다. 프로스타코바 부인은 소피아를 동생인 스코치닌과 다음에는 아들인 미트로환과 결혼시키려 한다. 소피아의 백부와 애인의 출현으로 그 책략은 실패하고 오히려 농노학대를 이유로 벌을 받게 된다는 것이 대강의 줄거리. 프로스타코바 부인의 철저한 인색과 비도(非道), 어리광쟁이로만 자라 버릇 없는 미트로환, 세 끼의 밥보다 돼지가 더 좋다는 스코치닌의 생태가 교묘히 묘사되고 있어 이들은 인간 타입을 가리키는 보통명사로서 지금도 통용되고 있다.